# Autocesta Bar – Boljare
Autocesta Bar – Boljare je autocesta u Crnoj Gori, dio autoceste Beograd – Bar. Autocestu je trebala sagraditi hrvatska tvrtka Konstruktor, ali nije ispunila obaveze i osigurala garancije. Sada ju gradi kineska državna tvrtka CRBC (China Road and Bridge Company). Planirana dužina je 165 km, a autocesta će imati 48 tunela te 107 mostova i vijadukata. Enormni troškovi izgradnje rezultat su planinskog terena na većini planirane dionice.
Izgradnja ove autoceste od strateškog je značaja za Crnu Goru, pošto postojeća cesta koja povezuje crnogorsku obalu sa sjeverom države i Srbijom ima samo dvije trake te je na mjestima čak i opasna.
Autocesta će ići dionicom kroz Berane, Andrijevicu, Mateševo, Smokovac, pored Podgorice, sve do Bara.
Autocesta je dizajnirana da poveže luku Bar na crnogorskoj jadranskoj obali sa susjednom Srbijom. Završen je dio koji prolazi kroz sjeverni planinski dio Crne Gore. Zbog ove autoceste je Crna Gora u velikim dugovima.
Dio autoceste, od Smokovca do Mateševa je otvoren 13. srpnja 2022. godine.